# 第15回東京音楽祭
第15回東京音楽祭（15th Tokyo Music Festival）は、15回目の東京音楽祭である。1986年3月30日、日本武道館にて世界大会が開かれ、マイアミ・サウンド・マシーンがグランプリ受賞。ステージセットは、アリーナに四角いステージというほぼ四方から観覧できるスタイル。最後は「ウィー・アー・ザ・ワールド」の大合唱で締めくくられた。
- 第14回東京音楽祭-第15回東京音楽祭-第16・17回東京音楽祭

## 概要
1985年12月9日から1986年2月10日の期間中に世界各国の応募曲(16ヶ国、49曲）からテープ審査の結果、海外10曲、日本から4組、計14曲が参加予定だった。
当初エル・デバージはファミリーグループのデバージで出場予定。しかし間際になりデバージは実質解散、エル・デバージがソロで出場（歌唱曲はデバージ当時の楽曲「リズム・オブ・ザ・ナイト」）することになっていたものの結局出場を辞退。またメキシコから参加予定だったルイス・ミゲールは、本国での人気が絶頂期でスケジュール調整がうまくいかずこちらも出場辞退となった。公式プログラムには両者ともエントリー掲載がある。当日は海外8曲、日本から4組、計12曲の参加となった。2組が代替出場無しで不参加となる世界大会は初（11回大会もヘレン・レディとナディーヌの2名不参加であったが、ナディーヌ代替でクレール・ダスタがフランス枠で出場。公式プログラムには掲載されているが、1週前の国内大会広告新聞にはクレール・ダスタの掲載は無くナディーヌが載っている）。
オープニングなど随所にラテン・カーニバル風の音楽や舞踏が演出された。これは出場者のハリー・ベラフォンテやマイアミ・サウンド・マシーン、デバージ、ルイス・ミゲールなど、カリブやラテン系の雰囲気にマッチングさせたものであった。

## 司会者
- 山城新伍
- 楠田枝里子
- 生島ヒロシ

## スペシャルゲスト
- ハリー・ベラフォンテ

## プレゼンター
- シルヴィ・ヴァルタン（フランスの歌手）
- カール・ルイス（アスリート）
- 布施明
- アポロニア・コテロ
- 三船敏郎
- キャスリーン・ターナー
- 志村けん
- 加藤茶

## 審査員
- 吉田正（審査委員長、音楽家）
- 安倍寧（音楽評論家）
- アウグスト・アウゲロ（FIDOF名誉会長）スペイン
- ダニー・オドノヴァン（ダニーオドノヴァンエンタープライズ社長）イギリス
- リーズ・リービィ（MCAミュージック社長）アメリカ
- キャスリーン・ターナー（女優）アメリカ
- トニー・スコッティー（スコッティーブラザーズ会長）アメリカ
- 福田一郎（音楽評論家）
- カール・ルイス（ゴールドメダリスト）アメリカ
- シルヴィ・ヴァルタン（歌手）フランス
- トム・ヌーナン（ビルボード誌共同発行人）アメリカ

## 世界大会エントリー
参加14曲（出場順）
| 曲順 | エントリー歌手                                                                                 | 参加楽曲                                         | 賞                      | 国         |
| ---- | ---------------------------------------------------------------------------------------------- | ------------------------------------------------ | ----------------------- | ---------- |
| 1    | 小泉今日子                                                                                     | 「なんてったってアイドル」                       | 外国審査員団賞          | 日本       |
| 2    | シャカタク Shakatak                                                                            | 「デ・ジャ・ヴ」 Deja Vu                         | 銀賞                    | イギリス   |
| 3    | サンドラ Sandra                                                                                | 「ヒートオブザナイト」 In The Heat Of The Night  | 銀賞                    | 西ドイツ   |
| 4    | C-C-B                                                                                          | 「元気なブロークン・ハート」                     | 銀賞                    | 日本       |
| 5    | ナイロンズ The Nylons                                                                          | 「愛の階段」 Up The Ladder To The Roof           | 最優秀歌唱賞            | カナダ     |
| 6    | マイアミ・サウンド・マシーン （グロリア・エステファン） (Gloria Estefan & )Miami Sound Machine | 「コンガ!」 Conga                                | グランプリ              | アメリカ   |
| 7    | エル・デバージ El DeBarge                                                                      | 「リズム・オブ・ザ・ナイト」 Rhythm Of The Night | 不参加                  | アメリカ   |
| 8    | ジーナ・ラム/林楚麒 Gina Lam                                                                   | 「ディープ・ラブ（情濃）」 love deep inside      |                         | ホンコン   |
| 9    | 山下久美子（with布袋寅泰）                                                                     | 「星になった嘘」                                 |                         | 日本       |
| 10   | 柳ジョージ                                                                                     | 「For Your Love」                                | 金賞                    | 日本       |
| 11   | ルイス・ミゲール Luis Miguel                                                                   | 「優しく見つめて」 Look At Me                    | 不参加                  | メキシコ   |
| 12   | レディ・パンク Lady Pank                                                                       | 「マイナス・ゼロ」 Minus Zero/Mniej niż zero     | 作曲賞 (Jan Borysewicz) | ポーランド |
| 13   | ソ・アイリン Seo Irene                                                                         | 「私は女ですもの」 You Know I'm A Lady           |                         | 韓国       |
| 14   | メリー・D Meri D Marshall                                                                      | 「恋は二人だけ」 We Stand Alone                  | 金賞                    | アメリカ   |